# Begonia medusae
Espèce
Begonia medusae est une espèce de plantes de la famille des Begoniaceae.
Elle a été décrite en 1861 par Jean Linden (1817-1898).

## Répartition géographique
Cette espèce est originaire du pays suivant : Inde.